# Arsoli
Arsoli ist eine Gemeinde in der Metropolitanstadt Rom in der italienischen Region Latium mit 1361 Einwohnern (Stand 31. Dezember 2023). Der Ort liegt 47 km östlich von Rom.
|  |

## Geografie
Arsoli liegt in den Monti Simbruini oberhalb des Aniene an der Grenze zur Region Abruzzen. Es ist Mitglied der Comunità Montana Valle dell’Aniene.
Die Nachbarorte sind: Cervara di Roma, Marano Equo, Oricola (AQ), Riofreddo, Rocca di Botte (AQ), Roviano.

### Verkehr
Arsoli liegt direkt an der Autobahn A24, Strada dei Parchi. Allerdings liegen die nächsten Ausfahrten Mandela oder Carsoli-Oricola in über 10 km Entfernung.
Mit dem Bahnhof Arsoli  liegt der Ort an der Bahnstrecke Rom – Avezzano.

## Geschichte
Archäologische Funde belegen, dass Arsoli schon in der Antike von den Aequern besiedelt war. Schriftlich erwähnt wurde es jedoch erst 997 n. Chr. Im 11. Jahrhundert errichteten die Mönche des Klosters Santa Scolastica bei Subiaco hier eine Burg als Teil einer Verteidigungskette gegen die Sarazenen. 1574 gelangten Burg und Ortschaft in den Besitz der Fürsten Massimo. Fabrizio Massimo baute den Ort und die Burg aus, wofür er den Architekten Giacomo della Porta nach Arsoli holte. Della Porta erbaute dort auch die Kirche SS. Salvatore.

## Bevölkerungsentwicklung
| Jahr      | 1881 | 1901 | 1921 | 1936 | 1951 | 1971 | 1991 | 2001 |
| Einwohner | 1959 | 2049 | 2034 | 1786 | 1805 | 1597 | 1587 | 1537 |

Quelle: ISTAT

## Politik
Gabriele Caucci (Lista Civica: Impegno e Trasparenza) wurde am 25. Mai 2014 zum neuen Bürgermeister gewählt.

### Partnerstädte
- Blagaj, Stadtteil von Mostar, Bosnien, seit 1997[2]

## Sehenswürdigkeiten
- Das Castello Massimo, umgebaut durch Giacomo della Porta, Fresken u. a. von den Gebrüdern Zuccaro und Marco Benefial. Die Burg ist bis heute im Besitz der Familie Massimo. Einzelne Säle können aber für Veranstaltungen, vor allem Hochzeiten gemietet werden.
- Die Pfarrkirche Santissimo Salvatore ist mit Malereien von Domenichino ausgestattet.
- In der kleine Kirche San Rocco sind Fresken aus dem 14. und 15. Jahrhundert zu sehen.